# Renault 25
Renault 25 — автомобиль бизнес-класса от французского автопроизводителя Renault. Модель производилась с 1983 по 1992 год. Самая роскошная и элитарная модель из всех Renault, в 1985 году получила на конкурсе Европейский автомобиль года второе место. Несмотря на наличие проблем с электроникой (особенно в моделях до обновления в 1988) автомобиль пользовался успехом как у себя на родине во Франции, так и в других западно-европейских странах. Эта модель производилась только на одном заводе в Сандувиле, около Гавра, Франция.

## Описание
Автомобиль был представлен в конце 1983 года, как модель 1984-го. По сравнению с предшествующими Renault 20 и Renault 30, «двадцать пятая» была большим шагом вперед по всем пунктам. Дизайн принадлежит перу Роберта Опрона, автору Citroën SM, и имеет нетрадиционную стилистику. Во-первых яркой частью автомобиля является «огибающее» заднее стекло, а во-вторых автомобиль создан таким образом чтобы скрыть хетчбэк под видом седана, как более популярным кузовом за пределами Франции.
25 был одним из первых автомобилей, спроектированных с учётом аэродинамики кузова — аэродинамический коэффициент которого составлял всего 0.31, что положительно сказалось на экономичности модели. Модификация TS, в свою очередь, имела коэффициент аэродинамического сопротивления всего 0.28, благодаря чему в первое время выпуска автомобиля имела лучший показатель экономичности в классе.

## Технические характеристики
Все модификации имели передний привод, и 4- или 6-цилиндровые двигатели, расположенные продольно, перед передней осью автомобиля. Динамика модели была выше среднего показателя в классе, а версия V6 Turbo составляла конкуренцию Mercedes-Benz E-класса И BMW 5-й серии.
25 имела высокие оценки покупателей за прекрасный комфорт и превосходную управляемость. Новая механическая коробка передач отличалась точным и мягким переключением. Несмотря на спорный дизайн салона от Марчело Гандини (известным по дизайну Lamborghini), он получился очень просторным, светлым и удобным для пассажиров.
Оснащение модели изначально было очень высоким и задало дальнейший тон во французском автомобилестроении. Среди прочего, на автомобиль устанавливались электростеклоподъемники, голосовые предупреждения бортового компьютера, и джойстик управления автомагнитолой на руле (одни из первых в мире). С появлением Renault 25, впервые после второй мировой войны у Renault появился реальный шанс выйти на рынок автомобилей бизнес-класса за пределами Франции.
В 1988 году обновился дизайн передней части автомобиля, форма задних фонарей, улучшилась отделка салона и обновилась передняя подвеска. Это помогло модели выдержать конкуренцию с другими французскими автомобилями в этом классе — Peugeot 605 и Citroën XM.
На базе Renault 25 также производили удлиненную версию Renault 25 Limousine — она была длиннее на 227 мм и была представлена в двух модификациях. В стандарте задние сиденья не отличались от базовой модели, а в версии Executive в заднем ряду было два раздельных сиденья с индивидуальными электрорегулировками. В связи с небольшим спросом на удлиненные версии производство было свернуто уже в 1985 году, всего через два года после начала.
Производство было прекращено в 1992 году и на замену пришла модель Renault Safrane. В Германии в 1986 году Renault 25 V6 Turbo с двигателем 2,5 л, 181 л. с. стоила от 48 850 DM — на уровне Mercedes S-klasse или BMW 728.
| Объём | Тип                     | Мощность  | Макс. скорость | Примечание                         |
| ----- | ----------------------- | --------- | -------------- | ---------------------------------- |
| 2.0 л | карбюратор 8-кл I4      | 103 л. с. | 190 км/ч       | 84-92 TS, GTS                      |
| 2.0 л | инжектор 8-кл I4        | 120 л. с. | 195 км/ч       | 89-92 TX, 90-92 TXE                |
| 2.0 л | инжектор 12-кл I4       | 140 л. с. | 205 км/ч       | 91-92 TI, 90-92 TXI                |
| 2.2 л | инжектор 8-кл I4        | 123 л. с. | 195 км/ч       | 84-92 GTX                          |
| 2.7 л | инжектор 12-кл V6       | 144 л. с. | 201 км/ч       | 84-88 V6 Injection                 |
| 2.9 л | инжектор 12-кл V6       | 160 л. с. | 210 км/ч       | 89-92 TX-V6, V6 Injection, Baccara |
| 2.5 л | инжектор 12-кл V6 Turbo | 182 л. с. | 225 км/ч       | 85-90 V6 Turbo                     |
| 2.5 л | инжектор 24-кл V6 Turbo | 205 л. с. | 230 км/ч       | 90-92 V6 Turbo, V6 Turbo Baccara   |
| 2.1 л | дизель 8-кл I4          | 65 л. с.  | 155 км/ч       | 84-92 TD, GTD                      |
| 2.1 л | дизель 8-кл I4 Turbo    | 88 л. с.  | 172 км/ч       | 84-92 Turbo-D, Turbo-DX            |